# Cleantes de Corint
Cleantes de Corint (en llatí Cleanthes, en grec antic Κλεάνθης "Kleánthes") fou un pintor grec nascut a Corint que Plini el Vell diu que va ser un dels inventors de l'art de la pintura i el mateix diu Atenàgores d'Atenes.
Una pintura de Cleantes que representava el naixement d'Atena es trobava al temple d'Àrtemis, prop del Riu Alfeu, segons diuen Estrabó i Ateneu de Naucratis.